# San Muñoz
San Muñoz – gmina w Hiszpanii, w prowincji Salamanka, w Kastylii i León, o powierzchni 53,9 km². W 2011 roku gmina liczyła 280 mieszkańców.